# The Tourist
The Tourist är en amerikansk film från 2010 i regi av Florian Henckel von Donnersmarck. I huvudrollerna syns Angelina Jolie och Johnny Depp.
Filmen nominerades för Best Musical/Comedy på 2011 Golden Globe Award.

## Handling
En kvinna vid namn Elise (Angelina Jolie) skuggas i Paris av den franska polisen i samarbete med Metropolitanpolisen. På ett café får hon ett brev från Alexander Pearce, en tidigare älskare. Genom brevet ger han Elise tydliga instruktioner om att ta tåget till Venedig och på vägen välja ut en man som liknar Alexander och få polisen att tro att det faktiskt är han. En mystisk man, som inte tillhör polisen, verkar också vaka över Elise. Hon bränner brevet hon fått och beger sig till Venedig.
Ombord på tåget tar hon plats bredvid Frank (Johnny Depp), en amerikansk turist som läser en spionroman. Frank fastnar direkt för den vackra Elise och de äter middag tillsammans under resans gång. Väl framme tar Elise med Frank till sitt lyxhotell. Efter en middag på hotellet erkänner Elise att hon har känslor för en annan man, nämligen Alexander Pearce. De kysser varandra, vilket upptäcks av männen som skuggar Elise.
Dagen efter, när Frank vaknar efter en natt på soffan, är Elise borta. Okända män bryter sig in i hotellrummet men Frank lyckas fly på Venedigs hustak. Efter att ha råkat stöta in i en äldre polisman så att denne hamnar i vattnet blir Frank gripen av polisen och undkommer männen som jagat honom. Poliskommissarien lyssnar till Franks historia om att männen jagat honom för att de tror att han är Alexander. Kommissarien antyder till sist att han ska släppa Frank, men överlämnar honom istället till ett gäng Vitryssar som satt ett pris på Alexanders huvud. Eftersom de tror att Frank är Alexander jagar de honom. Kommissarien överlämnar Frank och får sina pengar som överenskommet.
I sista stund dyker Elise upp och räddar Frank. De flyr i hennes båt och Elise förklarar att alla jagar honom eftersom de tror att han är Alexander. Han får sina misstankar bekräftade och får dessutom reda på att Alexander Pearce har stulit två miljarder från en gangster vid namn Shaw (Steven Berkoff) och är eftersökt av brittiska staten för att han inte betalat skatt.

## Rollista
- Johnny Depp - Frank Tupelo/Alexander Pearce
- Angelina Jolie - Elise Clifton-Ward
- Paul Bettany - Inspector John Acheson
- Timothy Dalton - Chief Inspector Jones
- Steven Berkoff - Reginald Shaw
- Rufus Sewell - The Englishman
- Christian De Sica - Colonnello Lombardi
- Alessio Boni - Sergente Cerato